# Ellsworth Huntington

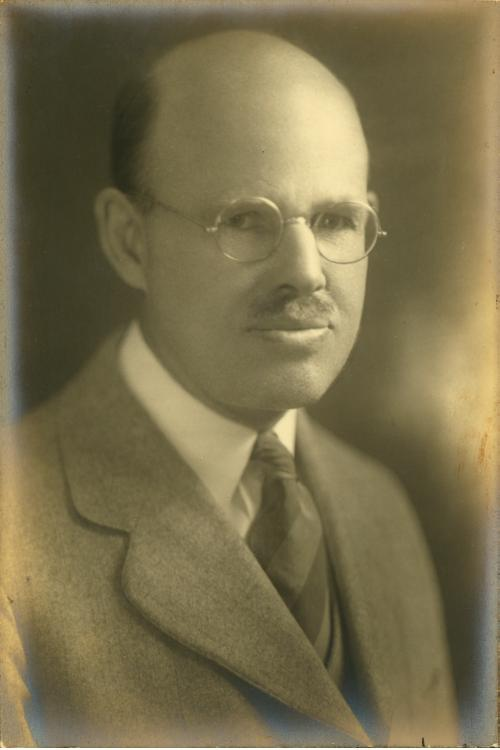
Ellsworth Huntington

Ellsworth Huntington (1876 - 1947) fue un antropogeógrafo estadounidense, discípulo de William Morris Davis.
Huntington vivió en Galesburg y en New Haven. Trabajó como profesor (1907) e investigador (1917) en Yale. Conocido por sus estudios sobre el clima y la relación existente entre el medio y el progreso de la cultura, investigó el efecto de las fluctuaciones climatológicas sobre la salud, energía y rendimiento humanos. Concluyó que un clima estimulante, como el de las zonas templadas, desempeña un papel importante en la evolución de las civilizaciones superiores.

## Las tormentas ciclónicas de Huntington
Además del clima, altura sobre el nivel del mar, proximidad o lejanía de este, flora, fauna, composición del suelo y del subsuelo, orografía, hidrografía, y todos los demás factores geográficos que completan y acaban por mejorar o por empeorar cada región del mundo, el geógrafo estadounidense Ellsworth Huntington, hizo un sensacional descubrimiento, que, para él, fue mayor determinante del progreso humano y de la Civilización, que el mismo clima.
Lo llamó el "efecto ciclónico" o la "zona de las grandes tormentas ciclónicas de los climas templados".
Según Huntington, los grandes centros ciclónicos se han ido desplazando de tiempo en tiempo. Observando las regiones que dominaron en la antigüedad, se descubre, con una perfección tal, que no es posible achacar a la casualidad, la estrecha relación entre una zona de grandes tormentas ciclónicas, y el acentuado progreso de un país, o de los países próximos. Recíprocamente cuando se retira la zona tormentosa de la región antes indicada, con verdadero asombro se advierte una franca decadencia de la civilización.
Para redondear la tesis de Huntington, los hechos demuestran que, actualmente, las grandes zonas de tempestades azotan al oeste de los Estados Unidos; el sureste de Australia y Nueva Zelanda, el centro de Chile, el Archipiélago japonés, el sur de África, todo el occidente y noroeste de Europa. Atando cabos, sucede que esas son las zonas de mayor actividad humana, y de mayor vitalidad y progreso en el Mundo.
Para evitar confusiones, éstas tormentas de las cuales habla Huntington, no son las tormentas o ciclones tropicales, ya que estas últimas se deben al ascenso de las masas de aire caliente, las que, al enfriarse, se condensan, sobresaturan, y producen lluvia. En cambio las de Huntington, se producen donde termina la zona caliente y empieza la fría, por supuesto, en una gran extensión y dentro de la zona templada. Y en el mar, donde se juntan la corriente marítima ecuatorial, con la fría que baja de los polos.
En esa región, dice Huntington, chocan los vientos húmedos y cálidos con los vientos fríos que vienen desde las lejanas zonas polares, y se produce la tormenta. La diferencia con la tormenta tropical, es que ésta es una lluvia abundante con vientos destructores, en tanto que la tormenta ciclónica fría, trae aparejada una colisión gigantesca de masas de aire, y produce, junto con la lluvia vientos y frío; deja limpio y despejado el aire; ocasiona una enorme cantidad de descargas eléctricas, y como consecuencia de ellas, deja cargada la atmósfera con una sobresaturación de ozono.
Y todo eso influye poderosamente en la vitalidad del organismo humano, dice Huntington.
Esto quiere decir, en palabras digeribles que, después de una tormenta ciclónica de clima templado, queda la atmósfera más transparente, más azul (gracias al ozono), más pura (por la destrucción de gérmenes), más limpia de polvo (arrastrado por los vientos y la lluvia), y, sobre todo, más rica en oxígeno. Además crea una temperatura agradable, la tierra está húmeda, las plantas frescas y perfumadas, todo huele a yerba lozana y a tierra mojada... total, dan intensas ganas de vivir... (Huntington, 1940).

## Obra
- World Power and Evolution (1919)
- The Character of Races as Influenced by Physical Environment, Natural Selection and Historical Development (1924)
- Season of Birth (1938)
- Civilization and Climate (1915)
- Mainsprings of Civilization (1945).

- Datos: Q1332601
- Multimedia: Ellsworth Huntington / Q1332601